# Cesáreo Castilla Delgado
Cesáreo Castilla Delgado   (Minas de Riotinto, 20 d'agost de 1916 - Barcelona, 24 de desembre de 1984) fou un empresari i dirigent esportiu espanyol de les dècades de 1950 i 1960, president del RCD Espanyol.
Cesáreo Castilla assumí el càrrec de president blanc-i-blau el 15 de maig de 1962, després de la dimissió de Victorià Oliveras de la Riva i la seva junta. Entre els seus primers actes destacà el traspàs d'Antoni Camps al FC Barcelona per un total de 5,5 milions de pessetes (33.000 euros), per tal d'eixugar els deutes del club. Fitxà com entrenador Heriberto Herrera, que havia enviat l'Espanyol a Segona com a entrenador del Real Valladolid.
El juny de 1962 convocà eleccions, on superà Pedro Chías en la votació.
El 8 de gener de 1963 presentà la dimissió com a president del club, essent substituït per Josep Fusté Noguera.